# Stilton (Ort)
Stilton ist eine Ortschaft in England und gehört zur Grafschaft Cambridgeshire. Früher gehörte es zur traditionellen Grafschaft Englands Huntingdonshire. Stilton liegt an der A1(M) südlich von Peterborough.
Bekannt ist der Name hauptsächlich durch den Käse Blue Stilton, der nach dieser Ortschaft benannt wurde. Der Name ist zwar eine Herkunftsbezeichnung, jedoch nicht mit Stilton selbst verbunden.

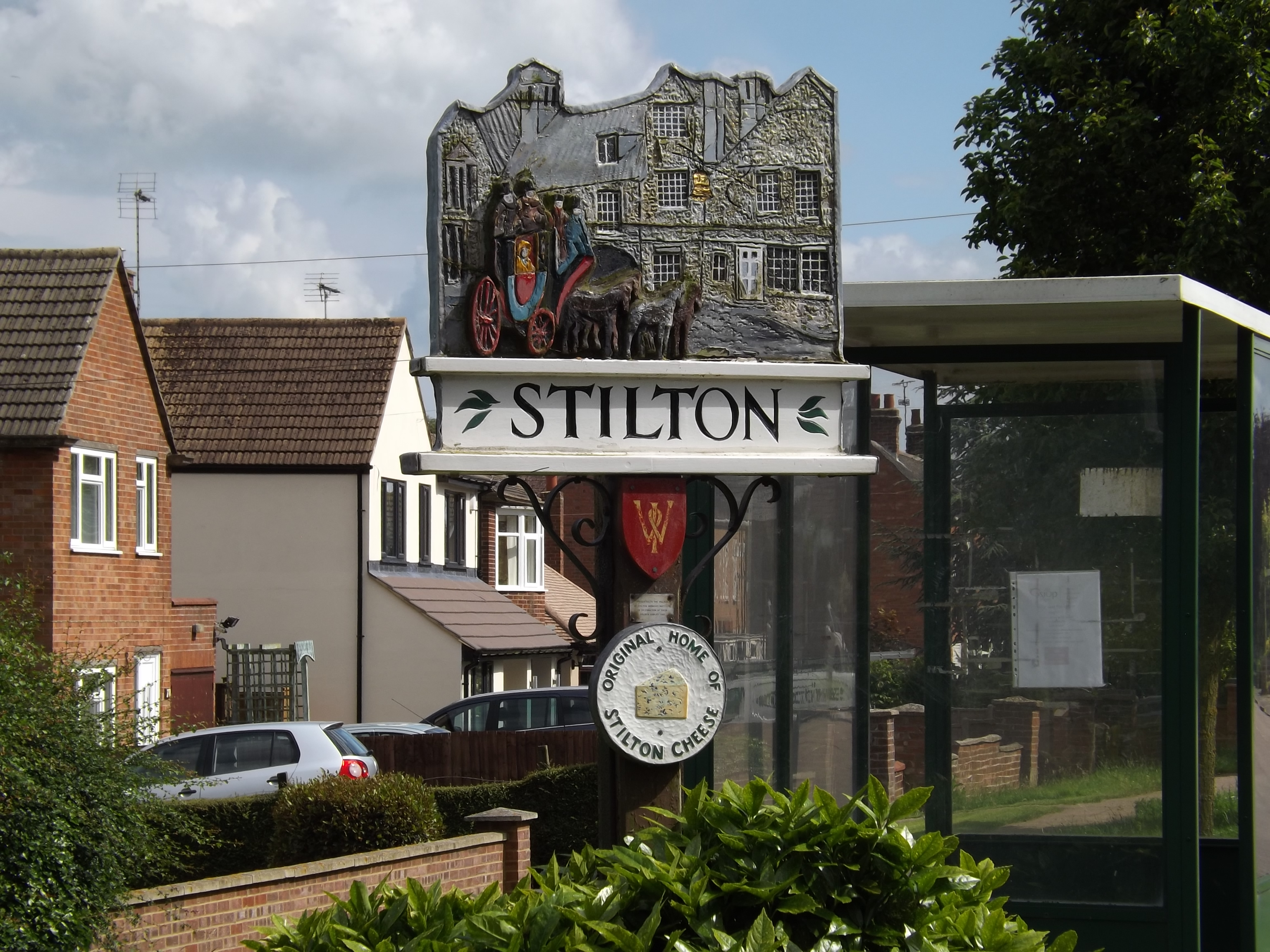
Ortseingangsschild
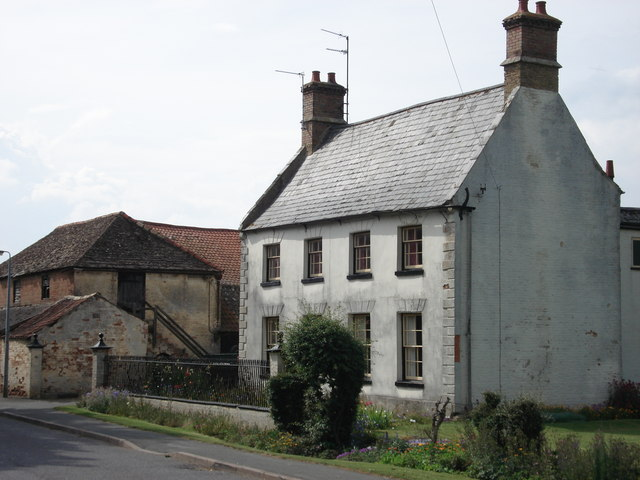
Farmhouse
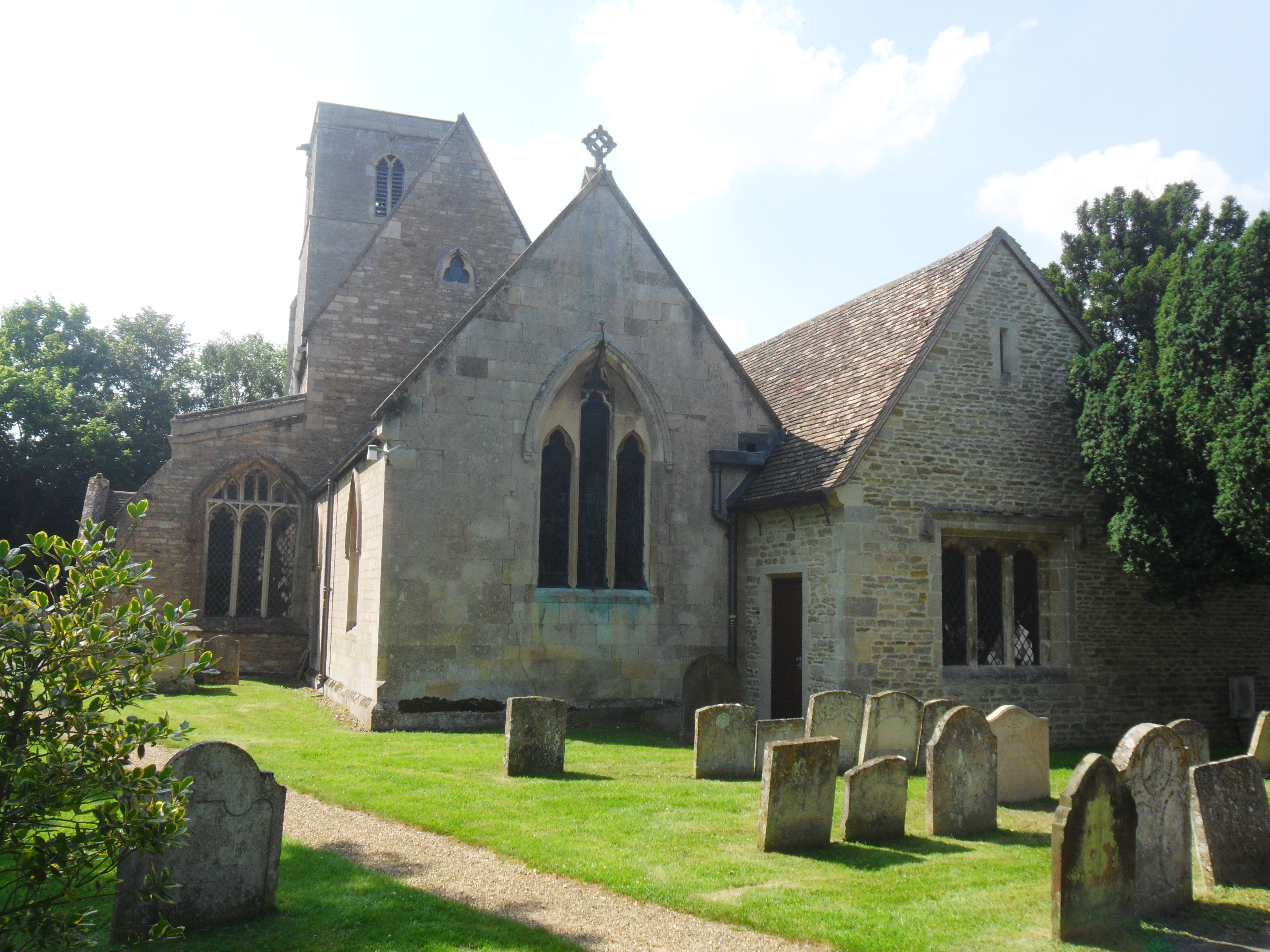
St Mary's Church
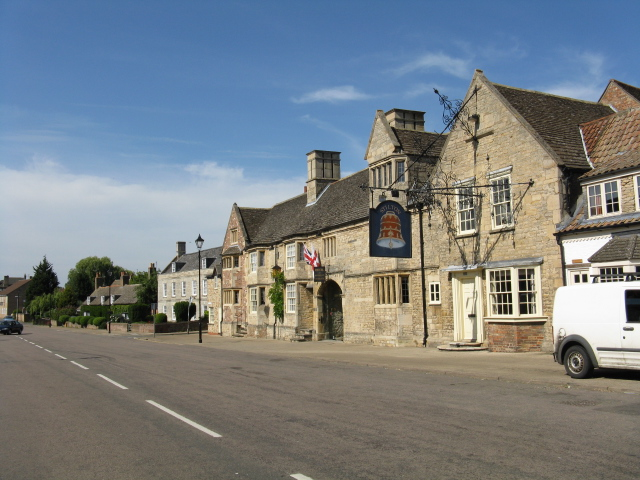
Stilton Hotel